# Parafia św. Maksymiliana Marii Kolbego w Mochach
Parafia św. Maksymiliana Marii Kolbego w Mochach – parafia rzymskokatolicka, znajdująca się w archidiecezji poznańskiej, w dekanacie przemęckim. 